# Metimna (ciudad)
Metimna transcrito también bajo la forma Mithymna (griego Μήθυμνα) e igualmente llamada Molyvos (griego Μόλυβος) es una ciudad griega situada en la costa norte de la isla de Lesbos, a una sesentena de kilómètros de Mitilene, la principal ciudad de la isla. En 2001 tenía 1667 habitantes. Constituía un municipio homónimo, que englobaba 3 aldeas aledañas (Argennos, Lepetymnos y Sykaminea) llegando así a 2433 habitantes, pero después de la reforma de 2010 del Plan Calícrates perdió su estatus de municipio y fue integrada en el municipio de Lesbos.

## Geografía

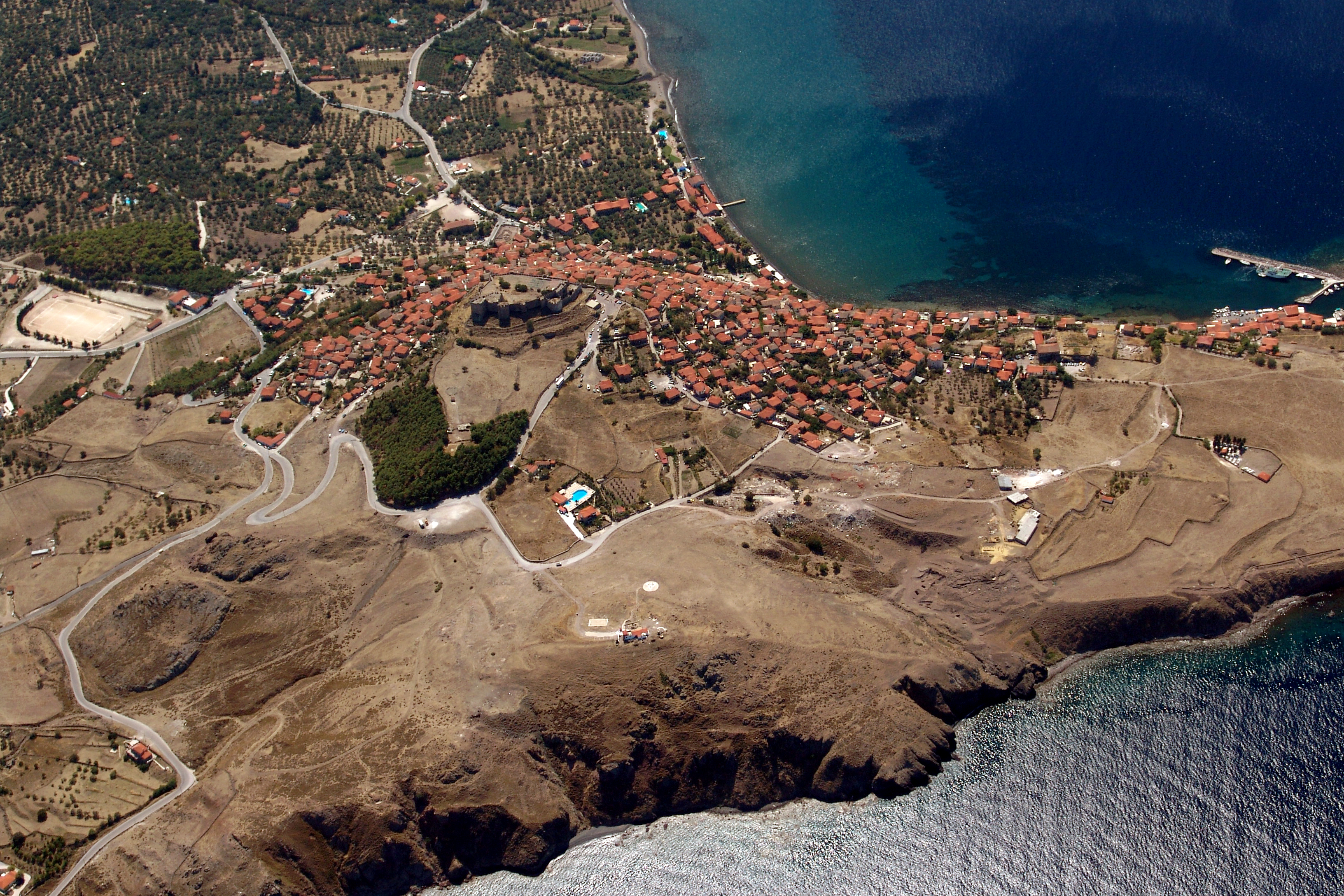
Foto aérea de Metimna.

Es la segunda ciudad más importante de la isla. Está ubicada al noreste de Ereso, al norte de Plomari y al noroeste de Mitilene.
Se encuentra en la parte septentrional de la isla de Lesbos, a unos 6 km al norte de la popular ciudad playera de Petra. Una de las construcciones más notables de la ciudad es la antigua fortaleza genovesa, situada en la colina del centro de la ciudad.

## Historia

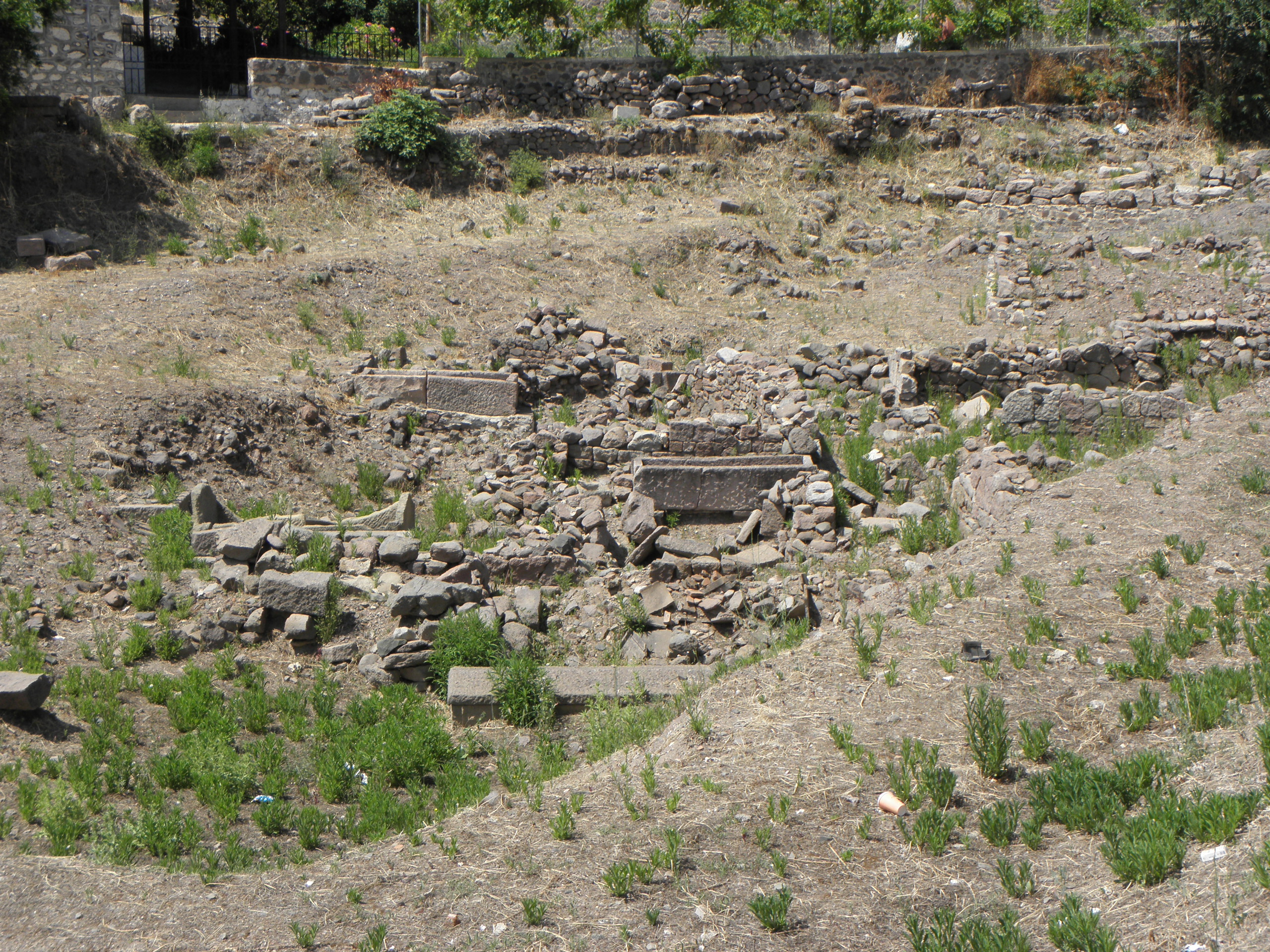
Restos de la antigua Metimna.

Metimna (Methymna, Μήθυμνα, en las monedas Μέθυμνα o Μάθυμνα) fue una ciudad de Lesbos, la principal después de Mitilene. Estaba al norte de la isla, en la costa frente a la zona próxima a la ciudad misia de Aso. Su territorio era vecino de Mitilene.
En época remota conquistó Arisbe o Arisba, una de las otras ciudades de la isla, y sometió a la esclavitud a sus ciudadanos.
Según algunos autores, colonos procedentes de Metimna fueron los fundadores de la ciudad de Aso, en Misia.
En el 428 a. C., cuando las ciudades de la isla se rebelaron contra Atenas en la guerra del Peloponeso, Metimna no las secundó, por lo que fue atacada por los de Mitilene, pero no consiguió ocuparla. Por ello, cuando los atenienses lograron someter de nuevo la isla de Lesbos, Metimna no fue castigada. En lugar de pagar tributo, la ciudad daba a la Liga de Delos un contingente naval.
En el 411 a. C., una expedición procedente de Quíos consiguió que Metimna se sublevase contra Atenas pero enseguida fue recuperada por los atenienses.
Después de la batalla de Arginusas, en 406 a. C. Metimna cayó en manos de los espartanos, y la conducta entonces de Calicrátidas fue magnánima en contraste con la de los atenienses cuando Mitilene y otras ciudades se habían rebelado. Seguía siendo aliada de los espartanos cuando, hacia 390/89 a. C. fue atacada por una expedición ateniense comandada por Trasíbulo, que venció en la batalla y devastó el territorio pero no parece que pudiera ocupar la ciudad.
Poco tiempo después debió volver a aliarse con Atenas ya que fue una de las ciudades fundadoras de la Segunda Liga ateniense y además en el 378 a. C. se firmó un tratado entre Atenas y Metimna.
En el 333 a. C. fue tomada por los persas dirigidos por Memnón de Rodas pero un año después fue recuperada en un tratado por los macedonios.
En el 154 a. C. es mencionada en un tratado entre Roma, Pérgamo y Bitinia, y parece que entonces fue cuando los habitantes de Antisa se trasladaron a Metimna.
Fue el lugar de nacimiento del poeta y músico Arión de Metimna y puede ser que también del historiador Mirsilo.
En Metimna estaba el santuario de Palamedes, mencionado a principios del siglo III en la Vida de Apolonio de Tiana, V, 13. 
En época cristiana fue sede de un obispado y en el 1084 fue hecha sede metropolitana.
Se menciona como un lugar de resistencia a los turcos del siglo XII al siglo XV. Pasó a los otomanos en 1462 y fue sede de un kaza del sanjak de Metelin (Mitilene). Retornó a Grecia con la isla de Lesbos en 1913 y fue anexada en 1914.
Su nombre moderno bajo los otomanos fue Molivo.